# Isosaari (ö i Finland, Birkaland, Tammerfors, lat 61,47, long 23,57)
Isosaari är en ö i Finland. Den ligger i sjön Pyhäjärvi och i kommunen Birkala i den ekonomiska regionen Tammerfors och landskapet Birkaland, i den södra delen av landet, 160 km nordväst om huvudstaden Helsingfors. Öns area är 4,6 hektar och dess största längd är 390 meter i sydväst-nordöstlig riktning.